# أمين فرحان
أمين فرحان (مواليد 23 مارس 1998) هو لاعب كرة قدم تونسي يلعب في مركز قلب الدفاع مع نادي الوداد الرياضي المغربي.

## الإنجازات

### النادي
الوداد الرياضي
- الدوري المغربي : 2022
- الدوري المغربي :2021
- دوري أبطال أفريقيا : 2022